# Rafael Pratt
Rafael Pratt (Gibraltar, 26 de abril de 1885-Sarandí, Buenos Aires, Argentina, 12 de septiembre de 1952) fue un futbolista gibraltareño nacionalizado argentino, que jugó en el Club Atlético Boca Juniors.

## Trayectoria
Tuvo el honor de convertir el primer gol oficial de la entidad Xeneize desde que de afilió a la precursora de la AFA en 1908 ante Belgrano Athletic por el torneo de Segunda División.
Compartió elenco con otro nacido en Gibraltar: el arquero José Bellocq.
Formó parte de los planteles de Boca Juniors entre 1908 y 1911, siendo uno de sus primeros grandes scorers al convertir no menos 15 goles en 30 partidos jugados; la cifra total se desconoce debido a la falta de una información completa sobre la época en que se desempeñó.
Algunas otras fuentes lo consignan con el nombre de Arturo Pratt como el libro de la "Historia de Boca Juniors" de 1955 de Editorial Eiffel.

## Nacionalidad
A pesar de ser gibraltareño, desarrolló la mayor parte de su carrera en Argentina y se nacionalizó argentino.

## Clubes
| Club         | País      | Año       |
| ------------ | --------- | --------- |
| Boca Juniors | Argentina | 1908-1911 |